# 赵丛
赵丛（1930年8月—2020年4月13日），满族，黑龙江省宾县人，中国人民解放军将领，国防大学原副政委。1988年授予少将军衔，1993年9月晋升中将。

## 生平
1930年8月生于黑龙江。1947年参加中国人民解放军，1948年加入中国共产党。历任松江军区军政干校学员、区队长，中南军区军政大学政治部组织部干事。1952年4月，任第四高级步兵学校政治部组织部干事。1956年后，历任总政治部干部部助理员、干事，调配处副处长、处长。1985年后，历任总参谋部政治部副主任、主任。1987年担任中共十三大代表。1990年6月至1994年12月，任国防大学副政治委员兼纪委书记。1994年退役。
1992年至1997年，担任中共第十四届中央纪委委员。1998年至2003年，任第九届全国人大代表、内务司法委员会委员。1998年12月，赵丛在第九届全国人大常委会第五次会议上发言，认为修改兵役法势在必行。1998年12月29日，第六次会议通过《关于修改〈中华人民共和国兵役法〉的决定》。
2020年4月13日在北京逝世。

## 出版物
- 赵丛 (编). . 国防大学出版社. 1998. ISBN 9787562607922.